# St. Nikolaus (Zwernberg)

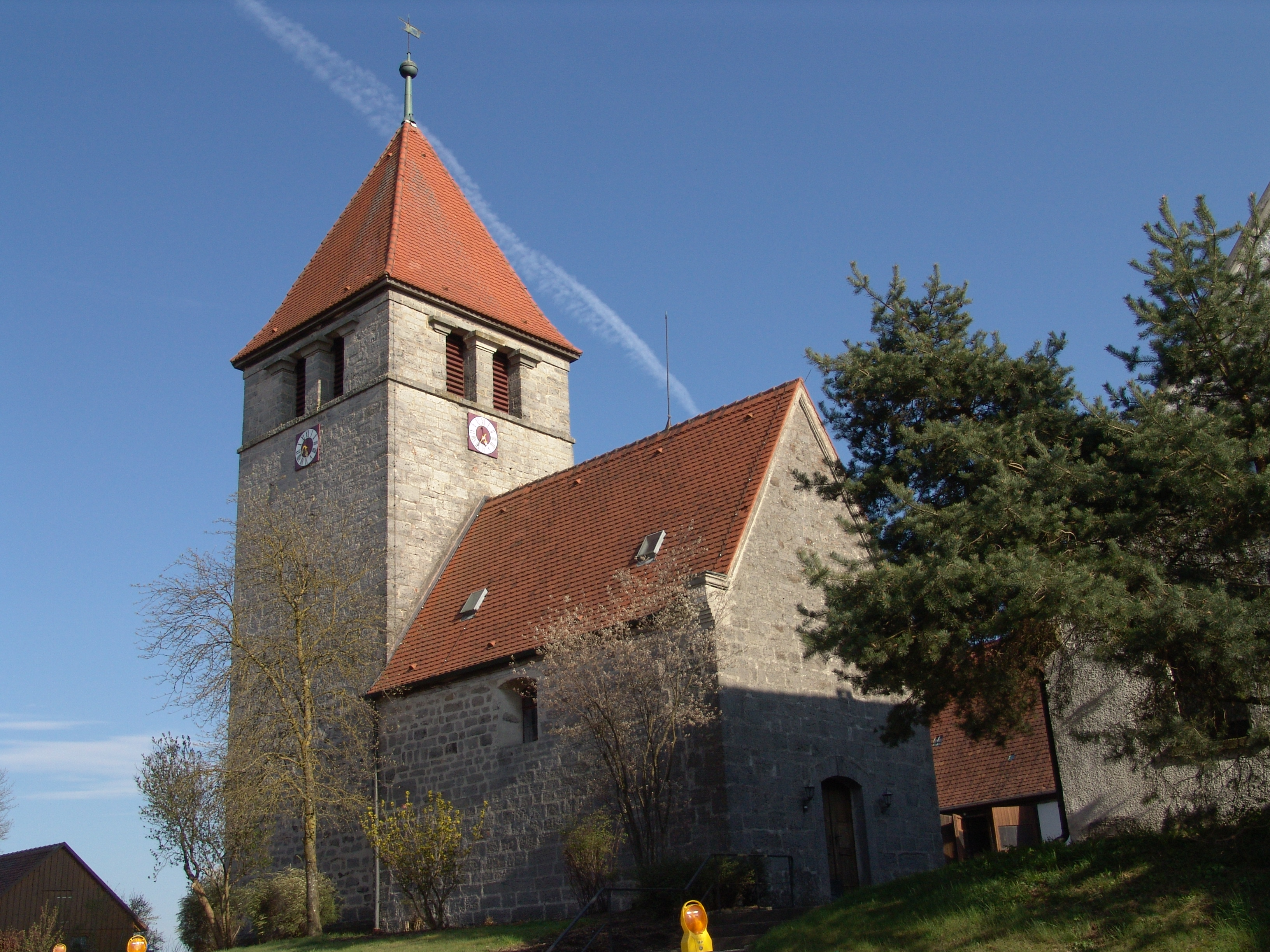
St. Nikolaus (Zwernberg)

Die denkmalgeschützte, evangelisch-lutherische Filialkirche St. Nikolaus steht in Zwernberg, einem Gemeindeteil des Marktes Schopfloch im Landkreis Ansbach (Mittelfranken, Bayern).  Die Kirche ist unter der Denkmalnummer D-5-71-200-13 als Baudenkmal in der Bayerischen Denkmalliste eingetragen. Die Kirchengemeinde gehört zum Dekanat Dinkelsbühl im Kirchenkreis Ansbach-Würzburg der Evangelisch-Lutherischen Kirche in Bayern.

## Beschreibung

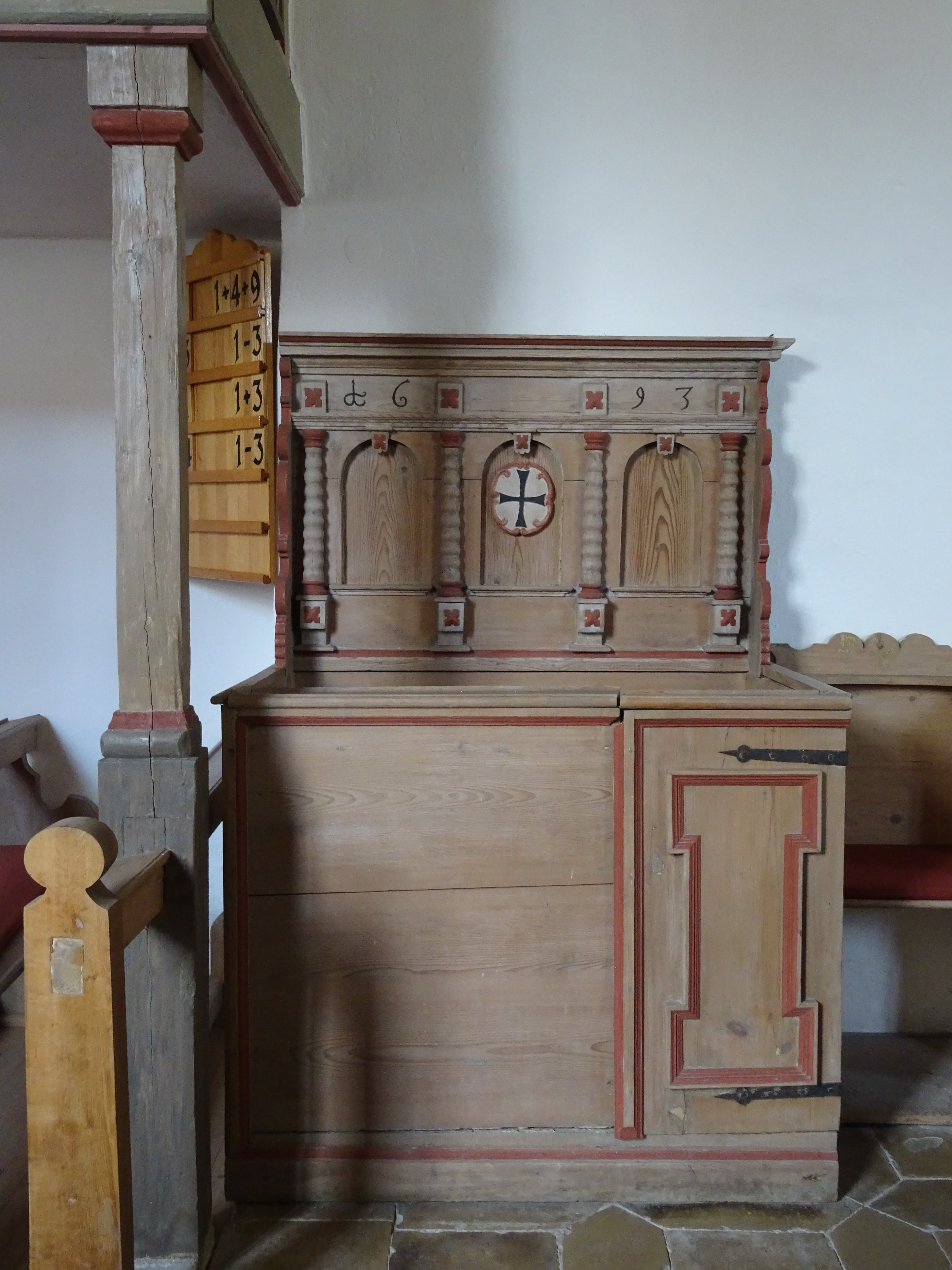
Chorgestühl von 1693 mit Kreuz des Deutschen Ordens

Das Langhaus der Saalkirche wurde im 13./14. Jahrhundert aus Quadermauerwerk an den bereits vorhandenen Chorturm nach Westen angebaut. Bei der Renovierung 1835 wurde der Chorturm aufgestockt, um die Turmuhr und den Glockenstuhl unterzubringen, und mit einem neuen Pyramidendach bedeckt. Im Innenraum des Langhauses wurden Emporen eingebaut. Von den drei Kirchenglocken, die große stammt von 1865, fielen die beiden kleinen der Rüstungsindustrie zum Opfer. Sie wurden erst 1952 ersetzt. Das Chorgestühl von 1693, das das Kreuz des Deutschen Ordens trägt, macht die damalige Zugehörigkeit zum Orden sichtbar. Bei der Renovierung 1952 wanderte die Orgel aus dem Chor auf die Empore und die Kanzel wurde auf den Boden gestellt. Der Altar erhielt ein einfaches Altarkreuz. Ein um 1490–1500 entstandenes hölzernes Relief mit der Darstellung von Marias Tod wurde zur Predella.